# Bivalvia
Em biologia, bivalvia (do latim bi, duplicado + valva, porta de duas folhas, valva) anteriormente Pelecypoda e Lamellibranchia, é a classe do filo Mollusca que inclui os animais aquáticos popularmente designados por bivalves. Estes organismos caracterizam-se pela presença de uma concha carbonatada formada por duas valvas. Esta concha protege o corpo do molusco, entre elas há o pé muscular e os sifões inalantes e exalantes para a entrada e saída da água, que traz oxigênio, depois absorvido por difusão direta pelas lâminas branquiais, assim como alimento e também aumenta o risco de intoxicações, pois este tipo de alimentação é comum em animais fixos representando um grande risco caso a ostra ou marisco entre em contato com poluição. O grupo surgiu no Câmbrico e é atualmente muito diversificado, com cerca de 15 000 espécies. A separação das diferentes subclasses faz-se pelo tipo e estrutura das brânquias nos organismos vivos, e pelas características das valvas nos bivalves fósseis. O mexilhão, a amêijoa e a conquilha são exemplos populares de bivalves que servem como alimento ao Homem. As ostras são também a origem das pérolas.

## Morfologia da concha
A concha dos bivalves é em primeira análise semelhante à dos braquiópodes, uma vez que é constituída por duas valvas. A principal diferença reside no facto de, nos braquiópodes, as duas valvas serem desiguais (inequivalves) mas simétricas em relação a um plano médio imaginário. Pelo contrário, nos bivalves, as valvas são iguais mas inequilaterais, estando o plano de simetria paralelo à charneira.
As duas valvas são unidas por ligamentos e músculos aductores. O ligamento, composto pelo resílio e tensílio, controla a abertura das valvas que se dá quando esta estrutura está em repouso. O bivalve fecha a concha através da contracção dos músculos aductores, que podem ser um ou dois, conforme a espécie. A geometria e distribuição das cicatrizes dos músculos aductores no interior da valva é um critério importante na classificação dos bivalves actuais e fósseis. A zona mais antiga da valva é o umbo, uma saliência localizada na zona antero-dorsal de cada valva, em torno da qual se dispõem linhas de crescimento radiais.

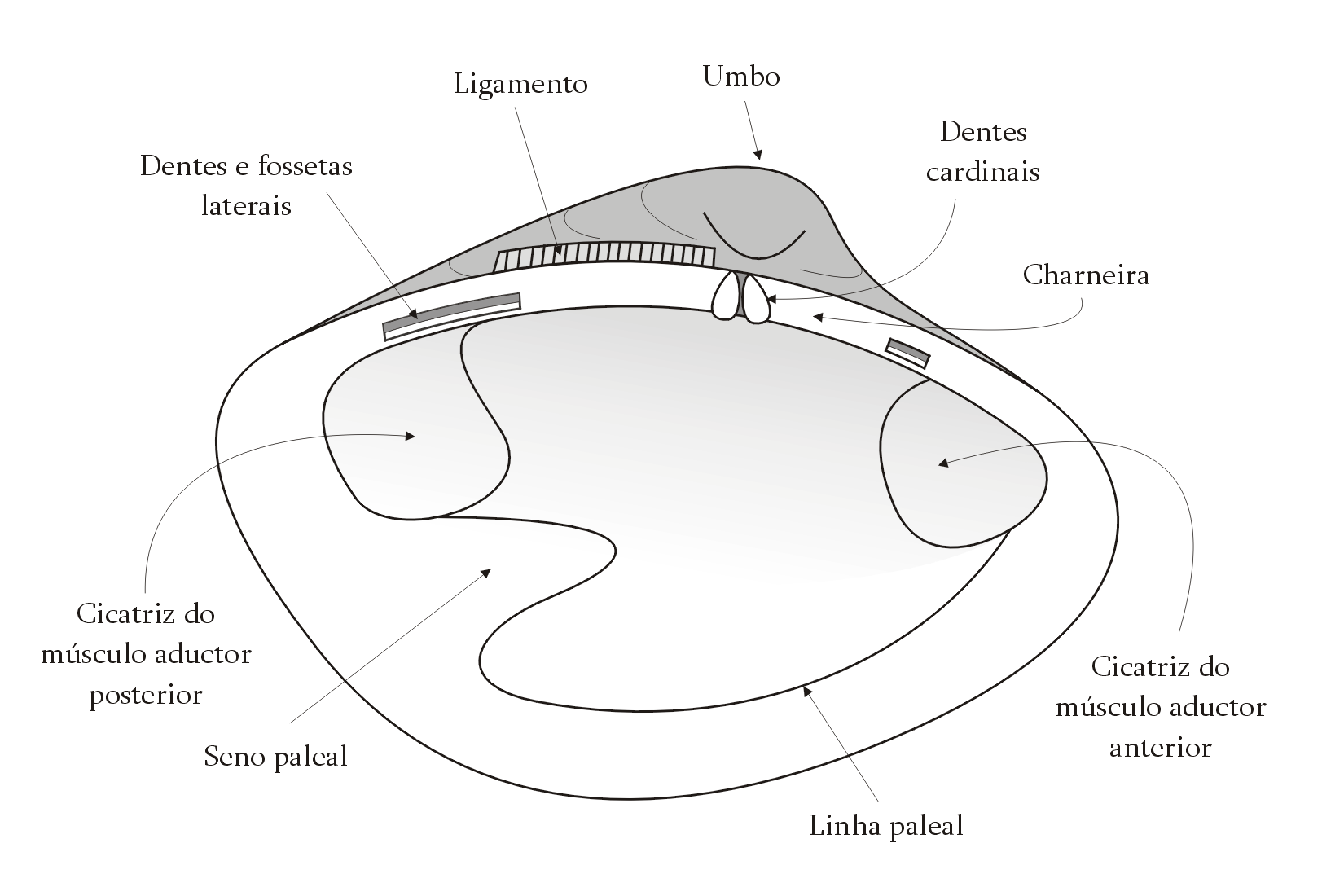
Vista interna da valva de um bivalve

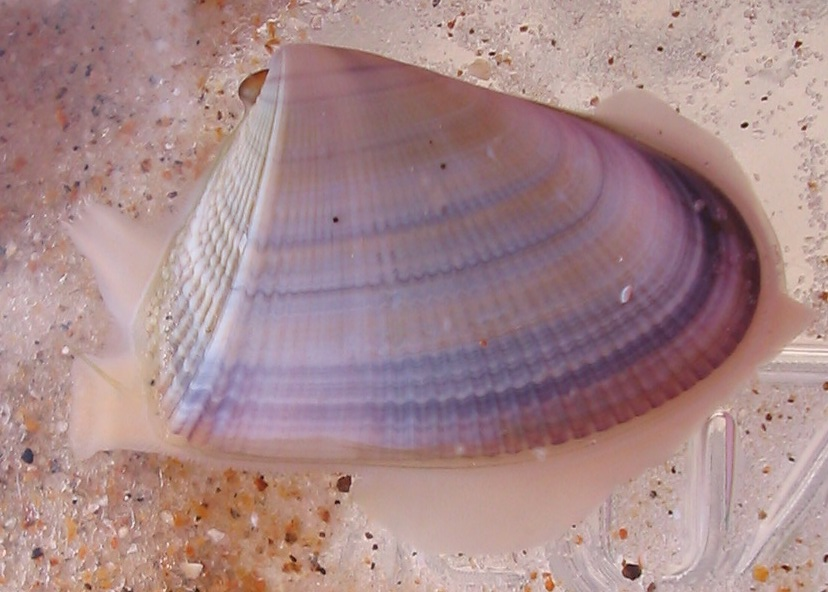
Concha bivalve

As valvas unem-se pela charneira, através de um conjunto de dentes cardinais e/ou laterais, que são expansões carbonatadas, e respectivas fossetas, onde encaixam na valva oposta. Os tipos principais de charneira são:
- Taxodonte: dentes numerosos e de dimensão equivalente, dispostos perpendicularmente à charneira ou em arco
- Disodonte: dentes limitados a pequenas saliências junto ao umbo (ex: mexilhão)
- Esquizodonte: dois ou três dentes volumosos, com pregas ortogonais
- Heterodonte: dois ou três dentes cardinais e dois dentes laterais (ex: amêijoa)
- Desmodonte: um dente em forma de colher, designado por condróforo

O manto característico dos moluscos está nos bivalves totalmente confinado e fixo à concha. A linha paleal das valvas soltas mostra o limite de extensão do corpo mole do organismo.
A face externa da valva pode ou não ser ornamentada para além das linhas de crescimento. A concha pode também apresentar várias cores.

## Ecologia
Os bivalves são um grupo extremamente bem sucedido e diversificado. São animais exclusivamente aquáticos, mas podem ocorrer em ambientes de salinidade diversa como água salgada, doce ou salobra. A maioria das espécies é bentónica e vive junto ao fundo. Alguns bivalves são organismos sésseis que se fixam ao substrato através do bisso, uma segregação fibrosa, enquanto que outras espécies vivem enterradas nos fundos arenosos. As espécies que vivem soltas podem deslocar-se através de propulsão conseguida por expulsão de água sob pressão.

Vista dorsal. 1- Plano sagital,
2- linha de crescimento,
3- ligamento, 4- umbo

Os bivalves são os únicos moluscos que não têm rádula e alimentam-se por filtração através dos sifões, as únicas partes do corpo mole que estes organismos conseguem fazer sair da concha. Geralmente há dois sifões, servindo um para aspirar a água carregada de pequenos organismos e algas e o outro para expelir. Os sifões, quando recolhidos, ocupam uma cavidade na valva designada por seno palial. Nas espécies fósseis, a dimensão relativa do seno palial é um indicador do modo de vida do organismo. Quando é grande, esta estrutura sugere que o bivalve vivesse enterrado uma vez que necessitava de sifões de grande dimensão.

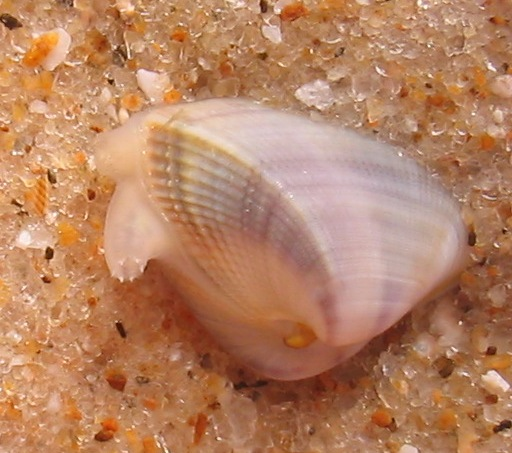
Conchinha bivalve

## História geológica
Os bivalves surgiram no Cambriano, há cerca de 500 milhões de anos, em ambiente marinho e tornaram-se comuns no Siluriano. As primeiras formas de água doce surgiram no Devoniano inferior e alguns grupos serviram para definir a estratigrafia de depósitos de carvão do Carbonífero. Os bivalves sofreram uma acentuada redução na extinção permo-triássica, mas os grupos que sobreviveram depressa recolonizaram os diversos nichos ecológicos. No Jurássico médio surgiram os Rudistas, um grupo de bivalves e construtores de recifes que dominou os mares mesozóicos e desapareceu na extinção K-T. No Cenozóico, os bivalves tornam-se bastante abundantes e diversificados e assim permanecem até à actualidade.

## Classificação
- Subclasse Protobranchia
  - Solemyoida
  - Nuculoida
- Subclasse Pteriomorphia
  - Arcoida
  - Mytiloida
  - Pterioida
- Subclasse Paleoheterodonta
  - Trigoinoida
  - Unionoida
- Subclasse Heterodonta
  - Veneroida
  - Myoida
  - Hippuritoida (rudistas)
- Subclasse Anomalosdesmata
  - Pholadomyoida